# 钦察语支
钦察语支或称钦察语，是突厥语族西北语支下的语支，也是该语族中分支最多的语言类别。钦察语支使用者主要分布在自阿尔泰山脉至咸海、北高加索以及乌拉尔山的广大区域。钦察语曾是钦察汗国與馬木留克王朝官方语言，也是欽察草原主要商業語言。
钦察语有欽察保加尔语支、诺蓋语-卡拉卡尔帕克、钦察北高加索与吉爾吉斯哈薩克分支。哈萨克语也是保留了最多钦察语言特色的分支。

## 特征
钦察语支的语言具有许多共同特征。其中一些特征为其他共同突厥语共享，另一些则是钦察语支所独有的。

### 共同特征
- 原始突厥语的*d演化为/j/（例如 *hadaq > ajaq “脚”）
- 失去了词首的*h音

### 独有特征
- 普遍存在唇状和谐[來源請求]
- 原有的*/j/强化 (例如 *jetti > ʒetti “七”)
- 音节尾的*ɡ与*b演化为双音节（例如 *taɡ > taw “山”、 *sub > suw “水”)

## 外部連結
- Language museum （页面存档备份，存于）
- Written monuments of Turkic languages （页面存档备份，存于）